# Marvel Anime
A Marvel Anime négy televíziós animesorozat és két animációs film összefoglaló neve, amelyek a Marvel Entertainment és a Madhouse stúdió együttműködésének keretében készültek el. A négy 12 részes sorozat Vasember, Rozsomák, az X-Men és Penge  képregénysorozatain alapulnak. A sorozatokat a 2009-es San Diegó-i Comic-Conon jelentették be. Japánban az Animax vetítette 2010 októbere és 2011 szeptembere között. Az angol nyelvű változatot Észak-Amerikában a G4 vetítette 2011 júliusa és 2012 áprilisa között. Magyarországon az Animax vetítette mind a négy sorozatot magyar szinkronnal 2011 áprilisa és 2012 februárja között. A sorozatok számos szereplőt sorakoztatnak fel a Marvel Comics univerzumából, a készítő stúdió zöld utat kapott, hogy megfelelően átdolgozza a szereplők megjelenését. A sorozatok elkészültét Warren Ellis író is támogatta, a történetekben nagy hangsúlyt kap Japán.
2013-ban bemutatták a Vasember – Technovore ébredése OVA-t, 2014-ben pedig a Fekete Özvegy és Megtorló – A múlt árnyai című, a Bosszú Angyalain alapuló filmet. Utóbbit Magyarországon a Digi Film mutatta be 2015. december 29-én, majd 2019. július 20-ai premierrel a Viasat 6 is levetítette, míg a Vasember – Technovore ébredése először a Filmbox Premiumon került bemutatásra 2018. december 7-én, majd 2019 július 13-án a Viasat 6 is műsorra tűzte.

## Sorozatok, OVA-k
- Vasember (アイアンマン; Aian Man?; Iron Man)
  - Vasember – Technovore ébredése (アイアンマン：ライズ・オブ・テクノヴォア; Aian Man: Raizu obu Tekunovoa?; Iron Man: Rise of Technovore) (OVA)
- Rozsomák (ウルヴァリン; Uruvarin?; Wolverine)
- X-Men (エックスメン; Ekkuszu Men; Hepburn: Ekkusu Men?)
- Penge (ブレイド; Bureido?; Blade)
- Fekete Özvegy és Megtorló – A múlt árnyai (アベンジャーズ コンフィデンシャル: ブラック・ウィドウ & パニッシャー; Abendzsázu Konfidensaru: Burakku Vidó & Panissá; Hepburn: Abenjāzu Konfidensharu: Burakku Widō & Panisshā?; Avengers Confidential: Black Widow & Punisher) (OVA)